# Synaptics
Synaptics（シナプティクス）は、アメリカ合衆国カリフォルニア州サンノゼにあるヒューマンインタフェース（HMI）ハードウェアおよびソフトウェアの開発企業で、ラップトップコンピュータにおけるタッチパッド製品、タッチディスプレイドライバ、スマートフォンにおける指紋を用いた生体認証技術、アクティブペン、スマートホームデバイスおよび自動車における遠距離場の映像・音声技術を扱う。Synapticsは、これらの製品を主にOEMおよびディスプレイメーカーに販売する。